# Hilda Rey
Hilda Rey (¿?-1994) fue una actriz de cine, teatro y televisión argentina.

## Carrera profesional
Fue una de las actrices llamadas “estrellitas” del cine en la década de 1950, encarnando generalmente papeles de ingenua.  Se la recuerda integrando con Alberto Berco una pareja en   Los problemas de Papá (1954) y Adiós problemas (1955). Trabajó junto a la primera actriz Mecha Ortiz en los filmes Bendita seas (1956) y   La sombra de Safo (1957). El último filme en el que actuó fue La película del rey (1986).
Alternó su labor en el cine con la televisión, en la cual participó en 1958 del ciclo de gran repercusión llamado Distrito Norte, una serie que sobre libretos del novel escritor Jorge Falcón dirigía Francisco Guerrero y que contó con un elenco integrado por Javier Portales, José María Langlais, Enrique Kossi, Beto Gianola, Rodolfo Crespi y Fabio Zerpa, además de Hilda Rey. La acción en este programa transcurría en una comisaría de un lugar no precisado de Argentina y fue el primer programa de televisión que salió de gira por teatros, realizando funciones tanto en salas del centro como de los barrios.
En teatro en 1957 trabajó en la obra Esquina peligrosa de J. B. Priestley junto a Soledad Marcó, Angélica López Gamio, Amadeo Novoa, Silvia Nolasco, Claudio Rodríguez Leiva y Rodolfo Salerno.
En 1965 compañía Ángel Magaña-Hilda Rey-Roberto Airaldi que presentó en Córdoba la obra Los derechos de la mujer, con la actuación de los mismos y Ernesto Bianco y María Concepción César.
Al año siguiente actuó en la obra Mi mujer, su perro... y yo, de Paul Frank en el Teatro Olimpo de Rosario con Gloria Leyland, Ricardo Passano, Jaime Redondo, Teresa Serrador. El mismo año trabajó en el Teatro Ateneo en la obra Una viuda y tres solteros de Alfredo Ario, con música de Georges Andreani y letras de María D. Bengochea, dirigida por Darío Garsay, junto a Fernando Borel, Olga Enhart y Renée Oliver.
En 1974 actuó en el Teatro Presidente Alvear en la obra  de Goldoni dirigida por Darío Garzay, Los enamorados, junto a Cristina Alberó, Humberto Bruno, Adrián Martel con vestuario de Eduardo Lerchundi, Tino Pascali y Josefina Ríos.

## Filmografía
Actriz
- La película del rey (1986) …Madre
- La civilización está haciendo masa y no deja oír (1974)
- La sombra de Safo (1957) …Elena
- Bendita seas (1956) …Julia
- Los maridos de mamá (1956)
- Adiós problemas (1955)
- Crisol de hombres (1954)
- Los problemas de Papá (1954)
- Su seguro servidor (1954)
- La mujer de las camelias (1953)
- Pasó en mi barrio (1951) …Matilde
- Los árboles mueren de pie (1951)
- Cosas de mujer (1951)
- La orquídea (1951)
- La comedia inmortal (1951)
- Esposa último modelo (1950)
- La muerte está mintiendo (1950) …Rosita
- Una viuda casi alegre (1950)
- Cuando besa mi marido (1950)
- Arroz con leche (1950)
- Cita en las estrellas (1949)
- Los secretos del buzón (1948)

## Televisión
- Distrito Norte  (serie)  (1959)
- Su teatro de las 22  (miniserie)  (1958)